# Kunihiko Kodaira
Ne pas confondre avec la ville de Kodaira
Kunihiko Kodaira  (小平 邦彦) (Tokyo, 16 mars 1915 – Kōfu, 26 juillet 1997) est un mathématicien japonais connu pour son travail en géométrie algébrique et en théorie des variétés complexes et aussi en tant que fondateur de l'école japonaise de géométrie algébrique. Il a reçu une médaille Fields en 1954, le premier Japonais à avoir cet honneur.
Ses premiers travaux étaient pour la plupart en analyse fonctionnelle. Pendant les années de guerre, il a travaillé seul, mais a pu maîtriser la théorie de Hodge. Il a écrit sa thèse de doctorat sur ce sujet, soutenue en 1949. Il avait été impliqué dans le travail cryptographique en 1944, tout en ayant un poste académique à Tokyo.
En 1949, il a fait un séjour à l'Institute for Advanced Study (IAS) à Princeton, à l'invitation de Hermann Weyl. À ce moment-là, les bases de la théorie de Hodge étaient mises en conformité avec la technique contemporaine de la théorie des opérateurs. Kodaira s'est rapidement mis à exploiter les nouveaux outils ainsi forgés en géométrie algébrique, ajoutant la théorie des faisceaux lorsqu'elle est devenue disponible. Ce travail a été particulièrement influent, par exemple sur Hirzebruch.
Dans une deuxième série de recherches, Kodaira a écrit une longue suite d'articles en collaboration avec Donald Spencer, fondant la théorie des déformations (en) des structures complexes sur les variétés. Ceci a donné la possibilité de construire les espaces de modules, puisqu'en général de telles structures dépendent des paramètres continus. Il a également identifié les groupes de cohomologie des faisceaux, pour le faisceau lié au fibré tangent holomorphe (en), ce qui a fourni les données de base au sujet de la dimension de l'espace de modules, et des obstructions aux déformations. Cette théorie est encore fondamentale, et a également eu une influence sur la théorie des schémas de Grothendieck. Spencer a alors poursuivi ce travail, appliquant ces techniques aux structures autres que les structures complexes, comme les G-structures (en).
Dans une troisième partie de son travail, Kodaira a travaillé aux environs de 1960 sur la classification des surfaces algébriques (en), en géométrie birationnelle, du point de vue de la théorie des variétés complexes. Ceci a eu comme résultat une typologie de sept genres de variétés complexes compactes bidimensionnelles, récupérant les cinq types algébriques connus classiquement ; les deux autres étant non-algébriques. Il a aussi fait une étude détaillée des fibrations elliptiques (en) des surfaces au-dessus d'une courbe, ou courbes elliptiques sur les corps de fonctions, une théorie dont l'analogue arithmétique est bientôt devenu important. Ce travail comprend également une caractérisation des surfaces K3 comme déformations des surfaces quartiques (en) dans P4, et le théorème qu'elles sont toutes difféomorphes.
Kodaira a quitté l'IAS en 1961 et, après deux postes aux États-Unis, est revenu au Japon en 1967. Il était professeur à l'université de Tokyo. Il a reçu le prix Wolf en 1984-85.